# Pixel C
Pixel C là một máy tính bảng Android màn hình 10,2 inch được phát triển và tiếp thị bởi Google. Thiết bị này được giới thiệu trong một sự kiện truyền thông vào ngày 29 tháng 9 năm 2015.
Tên gọi Pixel được sử dụng cho máy tính bảng này thay vì thương hiệu Nexus như các thiết bị tiền nhiệm.

## Thông số kĩ thuật

### Phần cứng
Pixel C được cung cấp bởi chip hệ thống lõi tám Nvidia Tegra X1, dựa trên kiến trúc "big.LITTLE" của ARM: bốn lõi nhanh hơn, trong khi bốn lõi còn lại chậm hơn và tiết kiệm điện hơn. Nó có RAM 3 GB và các model có sẵn với dung lượng lưu trữ 32 GB và 64 GB. Pixel C có tấm nền IPS độ phân giải 10,2 inch (260 mm) 2560 × 1800 với mật độ điểm ảnh 308 ppi.
Một phụ kiện bàn phím tùy chọn có sẵn cho Pixel C. Máy tính bảng có thể gắn vào bàn phím từ tính thông qua một bản lề (để sử dụng như một vạt áo) hoặc bàn phím có thể được gắn vào mặt trước hoặc mặt sau của máy tính bảng để lưu trữ. Bàn phím kết nối qua Bluetooth và chạy bằng pin; khi bàn phím được bật ra phía trước máy tính bảng, nó có thể được sạc theo cách tự động bởi máy tính bảng.

### Phần mềm
Pixel C  xuất xưởng với Android 6.0.1 Marshmallow. Đến ngày 22 tháng 8 năm 2016, Google phát hành bản cập nhật Android 7.0 Nougat cho Pixel C, cũng như một số thiết bị khác.